# コナミアミューズメント
株式会社コナミアミューズメントは、愛知県一宮市に本社を置く、コナミグループのアーケードゲーム及び遊技機（パチンコ・パチスロ機器）メーカー。

## 概要
1956年7月に高砂電器産業株式会社として設立。1981年にパチスロ事業へ（この間にCIを見直す一環として社名を株式会社アビリットに変更）、2005年にパチンコ事業へそれぞれ進出。かつてはプリペイドカード関連事業（譲渡時点で業界3位）を手掛けていたが、2008年にグローリーに譲渡している。
5号機時代に入って以降はパチンコ・パチスロ機の販売不振が続き、事業の大幅な整理・縮小や希望退職を進めていたが、2010年には『鬼浜爆走紅蓮隊 爆音烈士編』に対するゴト事案が発生し、それに伴う特別損失の発生や新台の売上不振など経営状況の悪化が止まらず、同年9月にコナミ（現・コナミグループ）傘下入りすることが決定し、2011年1月に株式交換によりコナミ傘下に入った。（この際に旧社名・高砂電器産業に戻す）
アーケードゲーム事業に関する変遷
前述のとおり、創業時からコナミ入り後も遊技機事業を主としていたが、2016年に下記の変遷を経て、アーケードゲーム事業も行う事となった。。
- 8月5日 - 株式会社コナミアミューズメントへ商号変更。
  - 社名ロゴは、アビリットへのCI変更前に用いられていた「TAKASAGO」のデザインを「コナミレッド」カラーにした物を再使用していたが、コナミアミューズメントへの商号変更に伴い、コナミホールディングス（旧・コナミから商号変更。以下「コナミHD」）と同様に「KONAMI」となった。
  - なお同日には親会社であるコナミHDからの借入金50億円の債務も免除された。
- 11月1日 - コナミHDの傘下企業・コナミデジタルエンタテインメント（以下「KDE」）が手掛けているアーケードゲームの企画・製造・販売部門並びに関連する資産・負債を吸収分割で譲受。コナミ企業群におけるアーケードゲーム事業の移管は、2006年3月の旧・コナミからKDEへの移管以来2度目。
  - 同日には日本アミューズメントマシン協会の「AMマシン事業部会員」についてもKDEから引き継いだ[10]。

営業活動を行う際のブランドは、アーケードゲームが従来通り、遊技機（パチンコ・パチスロ）がコナミアミューズメントへの社名変更時からそれぞれアルファベット表記の「KONAMI」を使用している。コナミが製造・発売を行う遊技機機種におけるコピーライト表記は、コナミアミューズメント単独で製造・発売を行う機種はコナミミューズメントのみ、KPEからコナミアミューズメントへ製造・発売の移管が行われた機種はKPEとコナミアミューズメントの2社を併記している。
コナミグループ（コナミHDより商号変更）の事業再編に伴い、2025年10月1日付で新設子会社のコナミアーケードゲームス（同年6月2日設立、初代社長は西村宜隆）へ当社アーケードゲーム事業を吸収分割方式で承継、以後の当社事業は製造・物流機能へ一元化される予定。

## 沿革
- 1956年 - チューナー専門メーカーとして、大阪市城東区鴫野に高砂電器産業株式会社を設立。
- 1968年 - 浜島工場（三重県）を建設。テレビ・ラジオ向けスピーカーの製造・販売を開始。
- 1971年 - アーケードゲーム事業に進出。
- 1980年 - 日本電動式遊技機工業協同組合（日電協）が発足。当時の代表取締役社長、濱野凖一が初代理事長となる。
- 1988年 - 初のパチスロ2号機となる『ウインクル』を開発、発売。
- 1990年 - 三重県玉城町に伊勢工場を建設。
- 1996年 - 大阪証券取引所2部上場。
- 2000年 - 東京証券取引所、大阪証券取引所各1部上場。本社を大阪市城東区から大阪市中央区南船場に移転。
- 2003年 - クリエイションカード情報システム株式会社との合併などを契機にアビリット株式会社に変更。
- 2005年 - 自社ブランドでパチンコ機（『CR海童くん』）を発売。
- 2006年 - 業界初となるCS機『CSスロ原人』を発売。
- 2008年 - プリペイドカードシステム関連事業を分割し子会社のクリエイションカードに移管した上で、同社をグローリーに譲渡[14][15]。
- 2008年 - 医療機器部門をアビメディカル株式会社に分社。
- 2009年5月 - 関連会社で鬼浜シリーズ等の開発を担当していたシスコンとの資本関係を解消。
- 2010年9月21日 - コナミ（現コナミグループ）との間で株式交換を行うことを発表[16]。
- 2010年12月28日 - 東証・大証の上場を廃止。
- 2011年1月1日 - コナミの完全子会社となると同時に、会社名を高砂電器産業株式会社に戻す[17]。
- 2011年9月 - ソニーから一宮テック跡地（2009年閉鎖）を取得。後に一宮事業所を設立。
- 2012年2月1日 - コナミグループのKPEと共同で「KPE・高砂販売株式会社」を設立。
- 2012年4月 - 生産機能を伊勢工場からコナミ一宮事業所（愛知県一宮市）に移転。営業部門をKPE・高砂販売に譲渡。
- 2012年7月 - 本社を大阪市中央区から大阪市北区梅田に移転。
- 2014年11月 - 本社を大阪市から愛知県一宮市（コナミ一宮事業所）に移転。
- 2016年8月5日 - 社名を株式会社コナミアミューズメントに変更。同時にコナミホールディングス（現・コナミグループ）からの借入金50億円の債務免除を受け、コナミデジタルエンタテインメント常務執行役員の沖田勝典が代表取締役社長となった[6]。
- 2016年11月1日 - コナミデジタルエンタテインメントから、アーケードゲーム並びにゴルフ製品の企画・製造・販売部門を吸収分割により譲受。同時に日本アミューズメントマシン協会に入会。
- 2017年4月1日 - KPE・高砂販売株式会社を吸収合併[18][19]。
- 2018年2月9日 - セガ・インタラクティブ、バンダイナムコエンターテインメントとの間で、アーケードゲーム用ICカードの仕様統一に合意[20][21][22]。
- 2018年7月17日、麻雀プロリーグ「Mリーグ」に参加。「KONAMI麻雀格闘倶楽部（ファイトクラブ）」をスポンサードする[23]。
- 2018年10月25日 - コナミアミューズメント、セガ・インタラクティブ、バンダイナムコアミューズメントの3社による共通ICカードサービスである「アミューズメントICカード」サービスを開始[24][25][26]。
- 2025年10月1日 - コナミアーケードゲームスへアーケードゲーム事業を承継予定。

## 主な事業所
- 本社・一宮工場 - 愛知県一宮市高田字池尻1番地
- コナミ合同オフィス - 東京都中央区晴海1丁目8番11号（晴海アイランドトリトンスクエア オフィスタワーY棟 39階）
- 東京テクニカルセンター - 神奈川県座間市東原5丁目1番1号
- 神戸テクニカルセンター - 兵庫県神戸市西区高塚台6丁目3番地

## 事業領域

### アーケードゲーム事業
コナミやコナミデジタルエンタテインメント時代の製品も含む。

#### ゴルフ製品
- ROUND LEADER - ゴルフシミュレーター
- ゴルフコネクション - ゴルフシミュレーター
- スイングチェックアイ - ゴルフスイングチェック機

アーケードゲーム作品については筐体看板にプロデューサー名が記されていたが、2015年にバージョンアップを行った『REFLEC BEAT VOLZZA』以降の機種には一部例外を除き廃止されている。
コナミグループの最古のアーケードゲーム作品としてはメダルゲーム『ピカデリーサーカス』がデビュー作で、ビデオゲームとしては『ブロックくずし』のコピーゲーム『ブロックヤード』を振り出しに、『スペースインベーダー』のコピーゲーム『スペースキング』などを出していた。最古のオリジナルビデオゲームは『スペースウォー』である。

### 遊技機事業

#### パチスロ機種一覧

##### 3号機以前（主要機種）
- 1981年 - スーパーセブン（0号機）
- 1985年 - ワンダーセブン（1号機）
- 1987年 - ワンダーセブンII（1.5号機）
- 1988年 - ウインクル（2号機）
- 1989年 - スーパーウインクル（2-2号機）
- 1990年 - ドリームセブン（3号機）
- 1991年 - ドリームセブンJr.（3号機）

##### 4号機（主要機種）
- 1993年 - ロイヤルタカシーRT（初の4号機、Bタイプ）
- 1994年 - エニィセブンA（業界初の黒7図柄）
- 1995年 - ターゲットセブン(競馬をモチーフ)
- 1997年 - セブンティセブンA（集中搭載のA-Cタイプ）
- 1998年 - ダブルオーセブンSP（初のタイアップ機）
- 1999年 - ウインドフォース（初の8ライン機）、タンゴブラザー
- 2000年 - 赤光の剣、ロッキー、ブルース・リーX
- 2001年 - ナイルパニック（初のAT機）、お散歩天国
- 2002年 - ドリームセブンマックス（初のストック機）、必勝金閣寺物語
- 2003年 - ドリセブジュニア、グルクン（業界初の9ライン機）、バクニン（社名変更後初の機種）
- 2004年 - デスバレー、サイボーグ009
- 2006年 - サイボーグ009SP

##### 5号機・5.9号機
| 機種名                               | 発売年月   | 備考                             |
| ------------------------------------ | ---------- | -------------------------------- |
| スロ原人                             | 2006年10月 | 初の5号機、業界初のCS機仕様      |
| スロットチャンネルTV                 | 2007年4月  |                                  |
| マリンフラッシュ(-30)                | 2007年4月  |                                  |
| 機動警察パトレイバー(/X)             | 2007年5月  |                                  |
| パタリロ!                            | 2007年8月  |                                  |
| ハナマル学園奮闘記                   | 2007年12月 |                                  |
| エイリアン2                          | 2008年4月  |                                  |
| 新妻イルカ夫人                       | 2008年9月  |                                  |
| 漁師・網平                           | 2008年9月  | ダイナム専用機種                 |
| 鬼浜爆走紅蓮隊 爆音烈士編            | 2008年12月 | 2010年筐体の不都合のため自主回収 |
| GS美神 極楽大作戦!!                  | 2009年10月 |                                  |
| 鴉 -KARAS-                           | 2010年2月  |                                  |
| コウヘイ最凶伝〜地獄の閻魔覚醒の刻〜 | 2010年6月  | 「鬼浜」シリーズのスピンオフ機   |
| サイボーグ009〜地上より永遠に〜      | 2010年11月 |                                  |
| 鬼浜外伝 ハヤト疾風伝                | 2011年6月  | 「鬼浜」シリーズのスピンオフ機   |
| 必勝金閣寺物語〜古都絢爛〜           | 2011年11月 |                                  |
| 女番長(スケバン)                     | 2012年3月  |                                  |
| セブンバー-30                        | 2012年6月  |                                  |
| スカイガールズ〜よろしく!ゼロ〜      | 2013年2月  | 新筐体「メビウスター」導入       |
| 戦律のストラタス                     | 2014年9月  |                                  |
| ガン×ソード                          | 2015年6月  | 「スラッシュAT」搭載             |
| 乙女魂〜光と無月〜                   | 2015年8月  |                                  |
| スカイガールズ〜ゼロ、ふたたび〜     | 2015年8月  |                                  |
| サイレントヒル                       | 2015年10月 |                                  |
| ルーレットクイーン -女神の羅針盤-    | 2018年8月  | 5.9号機                          |
| ミリオンルーレット                   | 2019年2月  | 5.9号機                          |

##### 6号機 - 6.5号機
| 機種名                                   | 発売年月   | 備考                                           |
| ---------------------------------------- | ---------- | ---------------------------------------------- |
| 戦コレ!［泰平女君］徳川家康              | 2018年11月 |                                                |
| GI優駿倶楽部2                            | 2019年2月  |                                                |
| 実況BINGO倶楽部                          | 2019年6月  |                                                |
| 麻雀格闘倶楽部 参                        | 2019年8月  |                                                |
| ドラゴンホイール                         | 2019年10月 |                                                |
| マジカルハロウィン7                      | 2019年12月 |                                                |
| スカイガールズ〜ゼロノツバサ〜           | 2020年1月  |                                                |
| 戦国コレクション4                        | 2020年8月  | 業界初の6.1号機                                |
| ガールズケイリン〜GIフェアリーグランプリ | 2020年11月 | 6.1号機                                        |
| 麻雀格闘倶楽部 真                        | 2021年1月  | 6.1号機                                        |
| GI優駿倶楽部3                            | 2021年8月  | 6.1号機                                        |
| マジカルハロウィン Trick or Treat        | 2021年9月  | 6.2号機、ファイトクラブ製                      |
| ハイスクールD×D2                         | 2022年1月  | 6.2号機、グレードワン製                        |
| ボンバーガール                           | 2022年9月  | 6.5号機、KPE製                                 |
| 戦国コレクション5                        | 2023年3月  | 6.5号機、9月導入のスマスロ仕様はグレードワン製 |
| スロドル                                 | 2023年3月  | 6.5号機、KPE製                                 |

##### スマスロ
| 機種名                               | 発売年月   | 備考             |
| ------------------------------------ | ---------- | ---------------- |
| L防空少女ラブキューレ2〜極限の共鳴〜 | 2023年8月  | KPE製            |
| L麻雀格闘倶楽部 覚醒                 | 2023年9月  |                  |
| Lマジカルハロウィン8                 | 2023年12月 | ファイトクラブ製 |
| GI優駿倶楽部黄金                     | 2024年2月  |                  |
| 今日から俺は!! パチスロ編            | 2024年10月 | ファイトクラブ製 |
| 桃太郎電鉄〜パチスロも定番!〜        | 2024年12月 | KPE製            |
| 七つの魔剣が支配する                 | 2025年1月  | KPE製            |
| わたしの幸せな結婚                   | 2025年7月  | KPE製            |
| パチスロ転生したら剣でした           | 2025年8月  | グレードワン製   |

出典：パチスロ機種情報（パチンコビレッジ）／機種インデックス（P-WORLD）

#### パチンコ機種一覧
| 機種名                                      | 発売年月   | 備考                                          |
| ------------------------------------------- | ---------- | --------------------------------------------- |
| CR海童くん                                  | 2005年12月 | 初参入機                                      |
| CRばんことみのモンスターナイト              | 2006年10月 | 初の甘デジスペック発売                        |
| CRパープルエクシード                        | 2006年12月 |                                               |
| CRやばいよ!哲ちゃん                         | 2007年3月  |                                               |
| CR鬼浜                                      | 2007年5月  | バトルスペック                                |
| CRバックドラフト                            | 2007年10月 | JN2は高確率状態が通常の状態というスペック     |
| CRパタリロ                                  | 2007年12月 |                                               |
| CR荒野のスーパーガンニャン                  | 2008年3月  |                                               |
| CR必勝銀閣寺物語                            | 2008年5月  |                                               |
| CRジャックラッシュ                          | 2008年10月 |                                               |
| CRくらげっち                                | 2008年12月 |                                               |
| CRデンジャラッシュ                          | 2009年7月  |                                               |
| CR鬼浜 走死走命編                           | 2009年8月  |                                               |
| CR妖怪人間ベム                              | 2009年11月 |                                               |
| CRイーゾーン                                | 2010年4月  |                                               |
| CRぱちんこマジカルハロウィン                | 2014年6月  | 新枠「プラチナティアラ」採用                  |
| CRぱちんこ悪魔城ドラキュラ                  | 2015年10月 |                                               |
| CRぱちんこ麻雀格闘倶楽部                    | 2018年6月  |                                               |
| Pゴールドマックス 限界突破!!!!!             | 2019年9月  | 二種タイプ                                    |
| Pミリオンヴィーナス                         | 2019年12月 | 3段階設定                                     |
| PぱちんこGI優駿倶楽部                       | 2020年3月  | ライトミドルは2段階設定、遊パチは遊タイム搭載 |
| Pぱちんこ戦国コレクション                   | 2021年3月  | 遊タイム搭載                                  |
| Pぱちんこ戦国コレクションBLACK              | 2022年3月  |                                               |
| PぱちんこGI優駿倶楽部2 超限界突破           | 2022年11月 |                                               |
| PぱちんこGI優駿倶楽部2 ラッキートリガーVer. | 2024年3月  | 二種タイプ、ラッキートリガー搭載              |

出典：パチンコ機種情報（パチンコビレッジ）／機種インデックス（P-WORLD）

## スポンサー活動
コナミグループ入り前は、プロバスケットボールチーム大阪エヴェッサのユニフォーム（背中）スポンサーも務めていた事もある。

## その他
2016年6月30日現在の純資産は36億円の債務超過に陥っており、同年11月1日に実施されたコナミデジタルエンタテインメントからのアーケードゲーム事業の移管に際しては、電子マネーサービスであるPASELIのみ資金決済に関する法律により要件を満たしていなかった。PASELIを移管する要件を満たすため、前述の債務免除を実施した。
セガ・インタラクティブと2社共同で行うアミューズメント向け電子マネーインフラ整備に関しては、交通系電子マネー、流通系電子マネー、「PASELI」による決済を1つの機器で対応する。このシステムは、端末にトッパン・フォームズの端末を使用し、回線自体もe-AMUSEMENTやALL.Netを活用することで、専用回線を不要としている他、PFUが開発するマルチ電子マネーチャージ機で交通系電子マネー・流通系電子マネー・PASELIを1つの機器でチャージすることを可能としている。2016年秋から一部のアミューズメント施設への試験導入を経て、2017年4月17日より全国展開を開始した。端末の取扱並びに加盟店開拓業務代行はコナミアミューズメントがそれぞれ行う。